# 早池峰国定公園
早池峰国定公園（はやちねこくていこうえん）は、岩手県中央部にそびえる早池峰山の自然を保護するために設けられた国定公園。早池峰山とその周辺の薬師岳、鶏頭山が含まれる。1982年（昭和57年）6月10日指定。
早池峰山は山体が蛇紋岩質のため、他では見られない固有の植物種が育つ環境にあり、全国有数の高山植物の宝庫として登山家などに広く知られている。詳しくは早池峰山を始め、各項目を参照。